# ラフリー!
『ラフリー!』（らふりー!）は、山陰放送ラジオ（BSSラジオ）で放送されている午後のラジオ番組。2024年4月1日に放送開始。

## 概要
2024年3月29日まで放送した『午後はドキドキ!』の後番組。
前番組から放送時間が1時間短縮、金曜日は別番組『おちらと金曜日!』に分割された。

## パーソナリティ
- 丸山聡美（山陰放送アナウンサー）
- 田中友香理
- 木野村尚子(山陰放送アナウンサー)
- 藤井茉莉花(山陰放送アナウンサー)
- 田中　舞

## タイムテーブル
- 13:20頃 メモリーソングス [1]
  - リクエストコーナー。
- 13:55　BSSニュース
- 14:00　天気予報
- 14:10     あなたとラフリー　その日のテーマを深掘りするコーナー
- 火曜14:30頃 ハレルヤ岡山[2]
  - RSKラジオ『あもーれ!マッタリーノ』との同時放送コーナー[3]。
- 14:40 月曜-キニナルとっとりキニナ〜ルラジオ　　水曜-HELLO!DEARBABY

　　木曜-食パラダイス鳥取県探険隊が行く